# Marina Videmari
Marina Videmari (Milano, 22 agosto 1812 – Milano, 10 aprile 1891) è stata una religiosa italiana.

## Biografia
Marina Videmari durante un ritiro spirituale avvenuto nel 1835 incontra Mons. Luigi Biraghi e rimane colpita dall'originale progetto educativo che asseconda. Tre anni più tardi fonda insieme al Biraghi la congrazione delle Suore di Santa Marcellina in Cernusco sul Naviglio di cui fu prima Madre Generale fino alla morte nell'aprile del 1891.
Il 13 settembre 1852, insieme a ventiquattro consorelle, compì la professione religiosa alla presenza dell’arcivescovo Romilli, due anni più tardi nell’ottobre del 1854, suor Marina si trasferì a Milano, per dirigere il nuovo collegio di via Quadronno, ma mantenendo, allo stesso tempo, il ruolo di Madre Generale. Sotto il suo governo vennero aperti, oltre ai già esistenti collegi di Cernusco e Vimercate, anche quelli di Genova, Lecce e Chambery per le alunne che dovevano perfezionare il loro francese. Nel 1848 aprì le porte dell'Istituto di Vimercate alle contadine dei dintorni spaventate dalle possibili rappresaglie austriache durante le Cinque Giornate di Milano ed ai disordini che ne conseguirono. Nel 1859 si adoperò per assistere i feriti della seconda guerra d’indipendenza nell’ospedale militare di San Luca, fatto che le valse la medaglia d’argento da parte di Napoleone III.